# Jemenská výslovnost hebrejštiny
Jemenské židovské komunity (hebrejsky תימנים tejmanim) byly po staletí izolované od hlavního proudu vývoje židovského obyvatelstva a v průběhu staletí vytvořily specifickou a v mnoha ohledech jedinečnou a svéráznou kulturu, včetně výslovnosti hebrejštiny. 

## Vývoj jemenské výslovnosti
Výslovnost hebrejštiny v Jemenu byla ovlivněna jemenským arabským dialektem – jeho vliv je zjevný zvláště na výslovnosti hlásky ג (gimel), která se vyslovuje buďto jako [dž], [g] nebo [g']. Další specifika, jako např. výslovnost vokálů, pochází pravděpodobně až z gaonského období z Babylónie, což se týká identické výslovnosti vokálů patach a segol a cholem a cere.
Jemenská výslovnost je tak přímým následovníkem babylónské gaonské výslovnosti, která se zachovala díky dlouhodobé izolaci jemenských židů (zhruba od 13. do 20. stol.).

## Druhy jemenských hebrejských dialektů
Uvnitř jemenské výslovnosti se vyvinulo pět podskupin, a to:
- Středojemenská, kolem hlavního města San'á
- Severojemenská, oblast Sada – Hajdán aš-Šám
- Jihozápadní, oblast Šarab
- Východojemenská, oblasti Habbán a Chádzina
- Oblast města Aden

## Konzonanty
| Jemenská výslovnost hebrejštiny po najetí kurzorem na znak IPA se objeví jeho definice, po kliknutí na ikonku reproduktoru jeho zvuková ukázka |                |                |                |                |                |                                 |             |             |                                 |                 |                 |                                 |             |         |                                 |
| | Středojemenská | Středojemenská | Středojemenská | Severojemenská | Severojemenská | Severojemenská                  | Jihozápadní | Jihozápadní | Jihozápadní                     | Východojemenská | Východojemenská | Východojemenská                 | Adenská     | Adenská | Adenská                         |
| Písmeno | Přepis v ČJ    | IPA            | Zvuková ukázka | Přepis v ČJ    | IPA            | Zvuková ukázka                  | Přepis v ČJ | IPA         | Zvuková ukázka                  | Přepis v ČJ     | IPA             | Zvuková ukázka                  | Přepis v ČJ | IPA     | Zvuková ukázka                  |
| א | ’ (ráz)        | ʔ              | Zvuková ukázka | ’ (ráz)        | ʔ              | Zvuková ukázka                  | ’ (ráz)     | ʔ           | Zvuková ukázka                  | ’ (ráz)         | ʔ               | Zvuková ukázka                  | ’ (ráz)     | ʔ       | Zvuková ukázka                  |
| בּ | b              | b              | Zvuková ukázka | b              | b              | Zvuková ukázka                  | b           | b           | Zvuková ukázka                  | b               | b               | Zvuková ukázka                  | b           | b       | Zvuková ukázka                  |
| ב | v              | v              | Zvuková ukázka | v, b           | v, b           | Zvuková ukázka · Zvuková ukázka | v, b        | v, b        | Zvuková ukázka · Zvuková ukázka | v, b            | v, b            | Zvuková ukázka · Zvuková ukázka | v, b        | v, b    | Zvuková ukázka · Zvuková ukázka |
| גּ | dž, ǧ          | ʤ              | Zvuková ukázka | gj             | ɟ              |                                 | g           | g           | Zvuková ukázka                  | gj              | ɟ               |                                 | g           | g       | Zvuková ukázka                  |
| ג | gh, ġ          | ɣ              | Zvuková ukázka | gh, ġ          | ɣ              | Zvuková ukázka                  | gh, ġ       | ɣ           | Zvuková ukázka                  | gh, ġ           | ɣ               | Zvuková ukázka                  | gh, ġ       | ɣ       | Zvuková ukázka                  |
| דּ | d              | d              | Zvuková ukázka | d              | d              | Zvuková ukázka                  | d           | d           | Zvuková ukázka                  | d               | d               | Zvuková ukázka                  | d           | d       | Zvuková ukázka                  |
| ד | dz             | ð              | Zvuková ukázka | dz             | ð              | Zvuková ukázka                  | dz          | ð           | Zvuková ukázka                  | dz              | ð               | Zvuková ukázka                  | dz          | ð       | Zvuková ukázka                  |
| ה | h              | h              | Zvuková ukázka | h              | h              | Zvuková ukázka                  | h           | h           | Zvuková ukázka                  | h               | h               | Zvuková ukázka                  | h           | h       | Zvuková ukázka                  |
| ו | v, w           | w              | Zvuková ukázka | v, w           | w              | Zvuková ukázka                  | v, w        | w           | Zvuková ukázka                  | v, w            | w               | Zvuková ukázka                  | v, w        | w       | Zvuková ukázka                  |
| ז | z              | z              | Zvuková ukázka | z              | z              | Zvuková ukázka                  | z           | z           | Zvuková ukázka                  | z               | z               | Zvuková ukázka                  | z           | z       | Zvuková ukázka                  |
| ח | ch, h          | ħ              | Zvuková ukázka | ch, h          | ħ              | Zvuková ukázka                  | ch, h       | ħ           | Zvuková ukázka                  | ch, h           | ħ               | Zvuková ukázka                  | ch, h       | ħ       | Zvuková ukázka                  |
| ט | t, ṭ, đ̣        | tˤ ðˤ          |                | t, ṭ, đ̣        | tˤ ðˤ          |                                 | t, ṭ, đ̣     | tˤ ðˤ       |                                 | t, ṭ, đ̣         | tˤ ðˤ           |                                 | t, ṭ, đ̣     | tˤ ðˤ   |                                 |
| י | j              | j              | Zvuková ukázka | j              | j              | Zvuková ukázka                  | j           | j           | Zvuková ukázka                  | j               | j               | Zvuková ukázka                  | j           | j       | Zvuková ukázka                  |
| כּ | k              | k              | Zvuková ukázka | k              | k              | Zvuková ukázka                  | k           | k           | Zvuková ukázka                  | k               | k               | Zvuková ukázka                  | k           | k       | Zvuková ukázka                  |
| כ | ch             | x              | Zvuková ukázka | ch             | x              | Zvuková ukázka                  | ch          | x           | Zvuková ukázka                  | ch              | x               | Zvuková ukázka                  | ch          | x       | Zvuková ukázka                  |
| ל | l              | l              | Zvuková ukázka | l              | l              | Zvuková ukázka                  | l           | l           | Zvuková ukázka                  | l               | l               | Zvuková ukázka                  | l           | l       | Zvuková ukázka                  |
| מ | m              | m              | Zvuková ukázka | m              | m              | Zvuková ukázka                  | m           | m           | Zvuková ukázka                  | m               | m               | Zvuková ukázka                  | m           | m       | Zvuková ukázka                  |
| נ | n              | n              | Zvuková ukázka | n              | n              | Zvuková ukázka                  | n           | n           | Zvuková ukázka                  | n               | n               | Zvuková ukázka                  | n           | n       | Zvuková ukázka                  |
| ס | s              | s              | Zvuková ukázka | s              | s              | Zvuková ukázka                  | s           | s           | Zvuková ukázka                  | s               | s               | Zvuková ukázka                  | s           | s       | Zvuková ukázka                  |
| ע | ’, c           | ʕ              | Zvuková ukázka | ’, c           | ʕ              | Zvuková ukázka                  | ’, c        | ʕ           | Zvuková ukázka                  | ’, c            | ʕ               | Zvuková ukázka                  | ’, c        | ʕ       | Zvuková ukázka                  |
| פּ | p              | p              | Zvuková ukázka | p              | p              | Zvuková ukázka                  | p           | p           | Zvuková ukázka                  | f               | f               | Zvuková ukázka                  | p, f        | p, f    | Zvuková ukázka · Zvuková ukázka |
| פ | f              | f              | Zvuková ukázka | f              | f              | Zvuková ukázka                  | f           | f           | Zvuková ukázka                  | f               | f               | Zvuková ukázka                  | f           | f       | Zvuková ukázka                  |
| צ | s, ṣ           | sʕ             | audio chybí    | s, ṣ           | sʕ             | audio chybí                     | s, ṣ        | sʕ          | audio chybí                     | s, ṣ            | sʕ              | audio chybí                     | s, ṣ        | sʕ      | audio chybí                     |
| ק | k, q           | q              | Zvuková ukázka | k, q           | q              | Zvuková ukázka                  | k, q        | q           | Zvuková ukázka                  | k, q            | q               | Zvuková ukázka                  | k, q        | q       | Zvuková ukázka                  |
| ר | r              | r              | Zvuková ukázka | r              | r              | Zvuková ukázka                  | r           | r           | Zvuková ukázka                  | r               | r               | Zvuková ukázka                  | r           | r       | Zvuková ukázka                  |
| שׂ | s              | s              | Zvuková ukázka | s              | s              | Zvuková ukázka                  | s           | s           | Zvuková ukázka                  | s               | s               | Zvuková ukázka                  | s           | s       | Zvuková ukázka                  |
| שׁ | š              | ʃ              | Zvuková ukázka | š              | ʃ              | Zvuková ukázka                  | š           | ʃ           | Zvuková ukázka                  | š               | ʃ               | Zvuková ukázka                  | š           | ʃ       | Zvuková ukázka                  |
| תּ | t              | t              | Zvuková ukázka | t              | t              | Zvuková ukázka                  | t           | t           | Zvuková ukázka                  | t               | t               | Zvuková ukázka                  | t           | t       | Zvuková ukázka                  |
| ת | th, ṯ          | θ              | Zvuková ukázka | th, ṯ          | θ              | Zvuková ukázka                  | th, ṯ       | θ           | Zvuková ukázka                  | th, ṯ           | θ               | Zvuková ukázka                  | th, ṯ       | θ       | Zvuková ukázka                  |

## Vokály
| Výslovnost vokálů v jemenské hebrejštině po najetí kurzorem na znak IPA se objeví jeho definice, po kliknutí na ikonku reproduktoru jeho zvuková ukázka |             |                                                  |                                                  |
| jméno vokálu | znak vokálu | Jemenská hebrejština                             | Jemenská hebrejština                             |
| šva quiescens | ְ            | prázdný vokál                                    |                                                  |
| šva mobile | ְ            | a; pokud předchází j, pak i, pokud h a ch, pak ə | Zvuková ukázka · Zvuková ukázka · Zvuková ukázka |
| chatef segol | ֱ            | a                                                | Zvuková ukázka                                   |
| chatef patach | ֲ            | a                                                | Zvuková ukázka                                   |
| chatef kamec | ֳ            | a                                                | Zvuková ukázka                                   |
| chirek | ִ            | i ve východní ə                                  | Zvuková ukázka · Zvuková ukázka                  |
| chirek male | י ִ          | i                                                | Zvuková ukázka                                   |
| cere | ֵ            | e                                                | Zvuková ukázka                                   |
| cere male | י ֵ          | e                                                | Zvuková ukázka                                   |
| segol | ֶ            | a                                                | Zvuková ukázka                                   |
| patach | ַ            | a                                                | Zvuková ukázka                                   |
| kamec | ָ            | a                                                | Zvuková ukázka                                   |
| cholem | ׂ            | o v jihozápadní a adenské e                      | Zvuková ukázka · Zvuková ukázka                  |
| cholem male | וֹ           | o v jihozápadní a adenské e                      | Zvuková ukázka · Zvuková ukázka                  |
| kibuc | ֻ            | u                                                | Zvuková ukázka                                   |
| šurek | וּ           | u                                                | Zvuková ukázka                                   |